# Miss Terra 2004
Miss Terra 2004, quarta edizione di Miss Terra, si è tenuta presso il UP Theater di Quezon nelle Filippine il 24 ottobre 2004. L'evento è stato presentato da Marc Nelson e Sarah Meir e trasmesso da ABS-CBN, Star World e The Filipino Channel. La brasiliana Priscilla Meirelles è stata incoronata Miss Terra 2004.

## Risultati

### Piazzamenti
| Risultato finale | Concorrente |
| ---------------- | --- |
| Miss Terra 2004  | - Brasile - Priscilla Meirelles |
| Miss Aria        | - Martinica - Murielle Celimene |
| Miss Acqua       | - Tahiti - Stéphanie Lesage |
| Miss Fuoco       | - Paraguay - Yanina González |
| Finaliste        | - Australia - Shenevelle Dickson - Filippine - Tamera Marie Lagac Szijarto - Honduras - Gabriela Zavala - Thailandia - Radchadawan Khampeng                                                                                      |
| Semifinaliste    | - Egitto - Arwa Gouda - India - Jyoti Brahmin - Israele - Keren Somech - Nicaragua - Marifely Arguello - Norvegia - Brigitte Korsvik - Perù - Liesel Holler - Polonia - Karolina Gorazda - Trinidad e Tobago - Leah Mari Guevara |

Nota: A differenza che in altri concorsi, in Miss Terra non ci sono finaliste. Invece vengono assegnati i titoli di Miss Aria, Miss Acqua e Miss Fuoco, alle tre concorrenti con il punteggio più alto dopo la vincitrice.

### Riconoscimenti speciali
| Riconoscimento        | Concorrente                                |
| --------------------- | ------------------------------------------ |
| Miss Photogenic       | Brasile - Priscilla Meirelles              |
| Best National Costume | Honduras - Gabriela Zavala                 |
| Miss Friendship       | Stati Uniti d'America - Stephanie Brownell |
| Miss Talent           | Canada - Tanya Beatriz Munizaga            |
| Best in Swimsuit      | Paraguay - Yanina González                 |
| Best in Long Gown     | Tahiti - Stéphanie Lesage                  |

## Giudici
- Vida Samadzai - Miss Terra 2003, vincitrice della fascia "Beauty for a Cause"
- Noel Lorenzana - Unilever Philippines
- Stefan Voogel - Intercontinental Manila
- Kit Ti Lian - Avon Color
- Lorraine Timbol - Journalist Media Arts Systems and Services Co.
- Regina Paz Lopez - ABS-CBN Foundation
- Chin Chin Gutierrez - Attrice
- Leo Valdez - Attore
- Deborah Landey - United Nations Development Programme
- Freddie Garcia - ABS-CBN
- Cesar Purisima - Ministero dell'industria

## Concorrenti[4]
- Albania - Vilma Masha
- Argentina - Daniela Puig
- Australia - Shenevelle Dickson
- Belgio - Ruchika Sharma
- Bolivia - Muriel Cruz
- Bosnia ed Erzegovina - Ana Suton
- Brasile - Priscilla Meirelles de Almeida
- Bulgaria - Kristiana Dimitrova
- Canada - Tanya Beatriz Munizaga
- Ciad - Myriam Commelin
- Cile - Erika Niklitschek Schmidt
- Cina - Xu Nicole Liu (刘旭)
- Colombia - Maria Fernanda Navia
- Corea del Sud - Cho Hye-Jin
- Costa Rica - Karlota Calderon Brenes
- Danimarca - Thea Frojkear
- Ecuador - Maria Luisa Barrios Landivar
- Egitto - Arwa Gouda
- El Salvador - Silvia Gabriela Mejia Cordova
- Estonia - Jana Gruft
- Etiopia - Ferehiyewot Abebe Merkuriya
- Filippine - Tamera Marie Lagac Szijarto
- Finlandia - Iida Laatu
- Francia - Audrey Nogues
- Ghana - Maame Afua Akyeampong
- Guatemala - Mirza Odette Garcia
- Honduras - Gabriela Zavala Irias
- India - Jyoti Brahmin
- Israele - Keren Somech
- Kenya - Susan Kaittany
- Libano - Lana Khattab
- Macedonia - Natalija Grubovik
- Malaysia - Eloise Law
- Martinica - Murielle Celimene
- Messico - Valentina Cervera Avila
- Nepal - Anita Gurung
- Nicaragua - Marifely Argüello César
- Nigeria - Ufuoma Stacey Ejenobor
- Norvegia - Brigitte Korsvik
- Nuova Zelanda - Rachael Tucker
- Paesi Bassi - Saadia Himi
- Paraguay - Yanina Alicia González Jorgge
- Perù - Liesel Holler Sotomayor
- Polonia - Karolina Gorazda
- Porto Rico - Shanira Blanco
- Portogallo - Frederica Santos
- Regno Unito - Hannah McCuaig
- Repubblica Dominicana - Nileny Dippton Estevez
- Serbia e Montenegro - Katarina Hadzipavlovic
- Singapore - Nicole Sze Chin Nee
- Stati Uniti d'America - Stephanie Brownell
- Sudafrica - Sally Leung
- Svezia - Sara Jilena Lundemo
- Svizzera - Simone Röthlisberger
- Tahiti - Stéphanie Lesage
- Taiwan - Angel Wu
- Tanzania - Sophia Byanaku
- Thailandia - Radchadawan Khampeng
- Trinidad e Tobago - Leah Mari Guevara
- Uruguay - Katherine Gonzalves Pedrozo
- Vietnam - Bui Thuy Hanh